# Bolan's Zip Gun
Zinc Alloy and the Hidden Riders of Tomorrow — десятий студійний альбом англійської групи T. Rex, який був випущений 16 лютого 1975 року.

## Композиції
1. Light of Love – 3:16
2. Solid Baby – 2:37
3. Precious Star – 2:53
4. Token of My Love – 3:40
5. Space Boss – 2:49
6. Think Zinc – 3:25
7. Till Dawn – 3:02
8. Girl in the Thunderbolt Suit – 2:20
9. I Really Love You Babe – 3:33
10. Golden Belt – 2:41
11. Zip Gun Boogie – 3:26

## Склад
- Марк Болан - вокал, гітара
- Міккі Фінн - перкусія
- Стів Каррі - бас
- Діно Дайнс - клавішні
- Глорія Джонс - бек-вокал
- Гаррі Нільссон - бек-вокал
- Деві Луттон - барабани